# Jian’ou

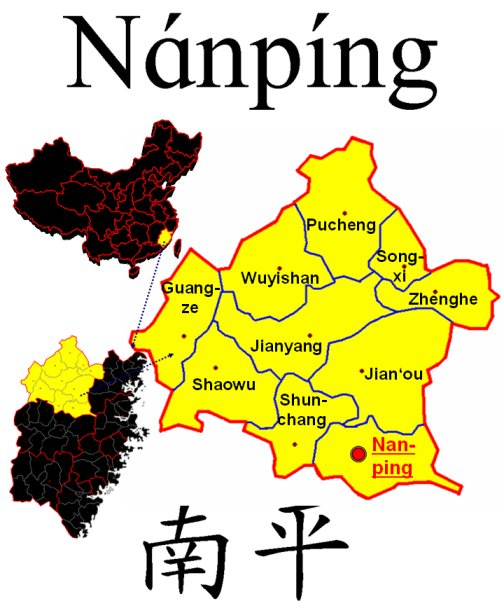
Kreisebene der bezirksfreien Stadt Nanping

Jian’ou (chinesisch 建甌市 / 建瓯市, Pinyin Jiàn’ōu shì) ist eine kreisfreie Stadt im Verwaltungsgebiet der bezirksfreien Stadt Nanping in der chinesischen Provinz Fujian. Jian’ou ist mit Fuzhou eine der beiden Städte, aus deren Anfangssilben sich der Name der Provinz Fujian zusammensetzt.
- Fläche: 4.198 km²
- Einwohner: 434.451 (Stand: 2020)[1]

- Bruttoinlandsprodukt pro Kopf: 7.222 Renminbi

Die Stadt ist Sitz der Apostolischen Präfektur Jian’ou.

## Ethnische Gliederung
Beim Zensus im Jahr 2000 wurden 478.651 Einwohner gezählt.
| Name des Volkes | Einwohner | Anteil  |
| --------------- | --------- | ------- |
| Han             | 475.429   | 99,33 % |
| She             | 2.423     | 0,51 %  |
| Miao            | 469       | 0,1 %   |
| Mongolen        | 73        | 0,02 %  |
| Hui             | 60        | 0,01 %  |
| Sonstige        | 197       | 0,03 %  |